# 安吾獎
安吾獎（日语：安吾賞, あんごしょう），是新潟市为纪念新潟市小说家坂口安吾，而於2006年设立的奖项。獎項標語是“出來吧，現代的安吾”。

## 概述
「在各樣社会文化活动中，开拓新时代、新领域，给予人们勇气和活力，秉持同理心的个人或团体」，不分国籍、居住地、性别、年龄、流派，都有獲獎資格。除“安吾奖”之外，新潟市也設置“新潟市特别奖”。

## 沿革
| 時間           | 事件 |
| -------------- | --- |
| 2004年         | 從一般公開招募，作為2005年市町村合併紀念項目選出。以2006年坂口安吾诞辰100周年为目标，开始筹建。                                |
| 2005年6月21日  | 举辦市民公聽会「」，討論設置方針。                                                                                             |
| 2005年10月15日 | 举办“來谈安吾獎”会前活动。播出每位评选委员会成员的谈话，和一部回顾坂口安吾一生的短片。短片由新潟市出身的声优横泽啟子担任旁白。 |
| 2006年2月17日  | 逢第52届安吾忌，宣布设立安吾獎。                                                                                               |

## 受獎者
|                  | 安吾獎                                    | 新潟市特別賞                                                 |
| ---------------- | ----------------------------------------- | ------------------------------------------------------------ |
| 第1回（2006年）  | 野田秀樹（劇作家）                        | 横田滋、横田早紀江（北韓綁架日本人問題被害人家屬互助會代表） |
| 第2回（2007年）  | 野口健（登山家）                          | Karl Bengs（建築設計師）                                     |
| 第3回（2008年）  | 瀨戶內寂聽（作家、僧侶）                  | 近藤亨（非營利組織MDSA理事長）                               |
| 第4回（2009年）  | 渡邊謙（演員）                            | 野坂昭如（作家、作詞家）                                     |
| 第5回（2010年）  | 唐纳德·基恩（日本文学研究者、文芸評論家） | 月乃光司（作家、「壞掉者的祭典」（日语：こわれ者の祭典）代表）             |
| 第6回（2011年）  | 荒木经惟（攝影師）                        | 能登剛史（「新潟总舞祭實行委員会」副会長）                   |
| 第7回（2012年）  | 若松孝二（電影導演）                      | 天野尚（攝影師）                                             |
| 第8回（2013年）  | 会田誠（藝術家）                          | 大友良英（音乐家）                                           |
| 第9回（2014年）  | 草間彌生（藝術家）                        | coba（手風琴家）                                             |
| 第10回（2015年） | 佐藤優（作家、前外務省主任分析官）        | 外山陽子（新潟縣女子体育聯盟会長）                           |

## 评选委员会
成員包含：
- 三芝成彰（選考委員長）
- 齋藤正行（選考副委員長）
- 角川歴彦
- 手塚真
- 三好一美

## 腳註
1. ↑  . 新頭殼 Newtalk. 2016-08-08  [2021-11-06]. （原始内容存档于2021-11-07） （中文（臺灣））.
2. ↑  . プレスリリース・ニュースリリース配信シェアNo.1｜PR TIMES.   [2021-11-06]. （原始内容存档于2021-11-07）.
3. ↑  . www.city.niigata.lg.jp.   [2021-11-06]. （原始内容存档于2021-11-07）. さまざまな社会活動・文化活動において、新しい時代や新たな分野を切り開き、私たちに勇気や元気を与えて、かつ共感を持って迎えられた個人または団体。表彰は1名または1団体とする。（国籍、居住地、性別･年齢は問わない）
4. ↑  . www.city.niigata.lg.jp.   [2021-11-07]. （原始内容存档于2021-11-07）.
5. ↑  . カールベンクスアンドアソシエイト有限会社.   [2021-11-06]. （原始内容存档于2022-02-04） （日语）.
6. ↑  . niigata-ngo.jugem.jp.   [2021-11-06].
7. ↑  . Twitter.   [2021-11-06]. （原始内容存档于2021-11-12） （中文）.
8. ↑  . koware.blog27.fc2.com.   [2021-11-06]. （原始内容存档于2021-11-06）.
9. ↑  . にいがた総おどり.   [2021-11-06]. （原始内容存档于2022-05-15） （日语）.
10. ↑  廣瀬. . SHIKAMO「シカモ」.   [2021-11-06]. （原始内容存档于2021-11-07） （日语）.
11. ↑  . 公益社団法人日本女子体育連盟.   [2021-11-06]. （原始内容存档于2021-11-06） （日语）.
12. ↑  . www.city.niigata.lg.jp.   [2021-11-07]. （原始内容存档于2021-11-07）.